# Hyunmoo
Hyunmoo (хенму, кор. 현무, укр. Охоронець північного неба) — сімейство балістичних і крилатих ракет, розроблених Південною Кореєю.
Розроблені Агентством з розробки оборонних технологій та виробляються компаніями Hanwha і LIG Nex1.
Hyunmoo-1 був варіантом ракети NHK-1 Baekgom (Nike Hercules Korea-1 Білий Ведмідь; корейською: NHK-1 백곰), у якому було модифіковано двигун на основі технологічного трансферу американської ракети Nike Hercules. Ця ракета була прийнята на озброєння Збройних сил Республіки Корея у 1987 році. Пізніше, у 2018 році, Hyunmoo-1 була знята з озброєння через подальшу розробку ракети Hyunmoo-2, що має більшу дальність.

## Hyunmoo-1
Hyunmoo-1 — перша балістична ракета південнокорейського виробництва. Була розроблена Агентством оборонного розвитку Південної Кореї. Базується на американській ракетній системі Nike Hercules 1960-х років. У США вона позначається як Nike Hercules Korea (NHK-1).
Hyunmoo-1 має довжину 12 метрів і вагу 5 тонн. Маса БЧ — 500 кг. Максимальна дальність — 180 км. Приводиться в рух двоступеневим твердопаливним ракетним двигуном. Ракета має незалежну інерційну систему наведення та управління, що означає, що вона може досягти будь-якої цілі за будь-яких погодних умов без додаткових команд після запуску.

## Hyunmoo-2
Hyunmoo-2A була першою спробою Південної Кореї розробити нову місцеву балістичну ракету зі збільшеним радіусом дії порівняно з Hyunmoo-1. Завдяки угоді 2001 року з РКРТ (Режим контролю за ракетними технологіями) дальність польоту ракети була обмежена 300 км.
Південна Корея випустила модернізовану версію Hyunmoo-2A під назвою Hyunmoo-2B, яка була прийнята на озброєння наприкінці 2009 року. Hyunmoo-2B в порівнянні із Hyunmoo-2A має збільшену дальність польоту: 500 км замість 300. При цьому маса БЧ у цих двох ракет однакова — 1000 кг. Точність становить 30 м.
Оновлена версія Hyunmoo-2B під назвою Hyunmoo-2C була представлена в 2017 році. Ракета має збільшену дальність польоту до 800 км, але вагу боєголовки зменшено вдвічі. Таким чином, завдяки дальності 800 км, Hyunmoo-2C здатна вразити будь-яку частину Північної Кореї. Окрім цього Hyunmoo-2C має надзвичайно високу точність (КІВ до 5 м).

## Hyunmoo-3

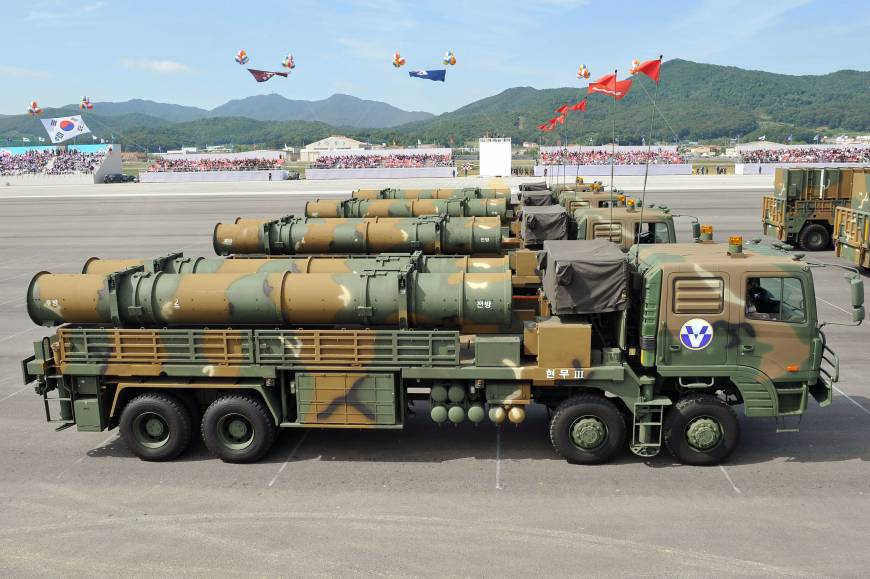
Пускова установка Hyunmoo-3

У 2006 році міністерство оборони Південної Кореї оприлюднило заяву про те, що воно випробувало кілька крилатих ракет серії Hyunmoo-3, схожих на американський Томагавк і російський Калібр. Перша офіційна модель, Hyunmoo-3B, була представлена в 2009 році з максимальною дальністю 1000 км, що означає, що вона може вразити будь-яку частину Північної Кореї, а також деякі частини Китаю та Токіо. На відміну від ракет Hyunmoo-2, ракети Hyunmoo-3 є крилатими, а не балістичними.
У 2012 році на озброєння була прийнята Hyunmoo-3С з дальністю 1500 км.
Hyunmoo-3A, 3B і 3C зараз знаходяться на озброєнні, а варіант D, як повідомляється, в розробці. Повідомляється, що розробка четвертого варіанту Hyunmoo-3 триває. В одному звіті вказується, що Hyunmoo-3D буде мати дальність 3000 км із БЧ 500 кг.

## Hyunmoo-4
Хоча ракети південнокорейських військових наразі здатні знищувати структури на поверхні, вони стверджують, що їм потрібні більш важкі боєголовки, щоб мати змогу знищити підземні об'єкти та бункери Північної Кореї. Нова балістична ракета Hyunmoo IV оснащена новою боєголовкою, здатною знищити підземні військові об'єкти Північної Кореї, командні центри та її керівництво і, ймовірно, є варіантом Hyunmoo-2С.
У квітні 2020 року були проведені випробування ракети.

## Hyunmoo-5
1 жовтня 2024 року Збройні сили Республіки Корея представили транспортно-пускову установку для балістичної ракети класу «поверхня — поверхня» Hyunmoo-5 із дальністю 3 000 кілометрів під час церемонії, присвяченої 76-й річниці Дня Збройних сил. Сама ракета не була продемонстрована — було показано лише її пусковий контейнер і транспортний засіб.
Згідно з даними, оприлюдненими Комітетом національної оборони Південної Кореї, ракета має масу 36 тонн і бойову частину вагою 8 тонн, що відповідає вазі американської міжконтинентальної балістичної ракети LGM-30 Minuteman III. Hyunmoo-5 була розроблена як протибункерна ракета для знищення підземних шахт військових об'єктів Північної Кореї.
Балістична ракета без ядерного заряду, оснащена бойовою частиною вагою 8 тонн, є безпрецедентною, оскільки інші сучасні звичайні боєголовки зазвичай важать менше ніж одну тонну. Hyunmoo-5 є найпотужнішою неядерною ракетою. Імовірно, вона містить важкий металевий проникаючий заряд або тандемні бойові частини для знищення глибоко укріплених бункерів. До скасування Південнокорейських керівних принципів щодо дальності балістичних ракет у 2021 році створення такої ракети було б неможливим.
Передбачається, що Hyunmoo-5 оснащена двоступеневим двигуном на твердому паливі, має приблизну довжину 16 метрів і діаметр 1,6 метра. Вона використовує дев'ятиосний транспортно-пусковий засіб K901, вироблений компанією Kia Motors.  Бойова частина ракети здатна знищувати об'єкти на глибині понад 100 метрів під поверхнею, а швидкість ракети на етапі зниження наближається до числа Маха 10.

## Характеристики ракет
| Модель      | Макс. дальність | Маса БЧ        | Tип                                           | Початок експлуатації |
| Hyunmoo-1   | 180 км          | 500 кг         | Балістична ракета класу «поверхня — поверхня» | -                    |
| Hyunmoo-2A  | 300 км          | 1000 кг        | Балістична ракета класу «поверхня — поверхня» | 2008                 |
| Hyunmoo-2B  | 500 км          | 1000 кг        | Балістична ракета класу «поверхня — поверхня» | 2009                 |
| Hyunmoo-2C  | 800 км          | 500 кг         | Балістична ракета класу «поверхня — поверхня» | 2017                 |
| Hyunmoo-3A  | 500 км          | 500 кг         | Крилата ракета класу «поверхня — поверхня»    | 2006                 |
| Hyunmoo-3B  | 1000 км         | 500 кг         | Крилата ракета класу «поверхня — поверхня»    | 2009                 |
| Hyunmoo-3C  | 1500 км         | 500 кг         | Крилата ракета класу «поверхня — поверхня»    | 2012                 |
| Hyunmoo-3D  | 3000 км         | 450 або 500 кг | Крилата ракета класу «поверхня — поверхня»    | В розробці           |
| Hyunmoo-4   | 800 км          | 2500+ кг       | Балістична ракета класу «поверхня — поверхня» | В розробці           |
| Hyunmoo-4.4 | 500 км          | -              | Балістична ракета морського базування         | В розробці           |
| Hyunmoo-5   | 3000 км         | 8000 кг        | Балістична ракета проміжної дальності         | 2024                 |

## Інциденти
15 вересня 2017 року Південна Корея випустила дві ракети Hyunmoo-2A, одна з яких відмовила і впала в Японське море.
5 жовтня 2022 року ракета Hyunmoo-2C, випущена у відповідь на випробування північнокорейської міжконтинентальної балістичної ракети, вийшла з ладу та впала на поле для гольфу в Каннині. Люди внаслідок події не постраждали.